# Werrington (Staffordshire)
Werrington es una parroquia civil y un pueblo del distrito de Staffordshire Moorlands, en el condado de Staffordshire (Inglaterra).

## Geografía
Según la Oficina Nacional de Estadística británica, Werrington tiene una superficie de 10,22 km².

## Demografía
Según el censo de 2001, Werrington tenía 6009 habitantes (49,71% varones, 50,29% mujeres) y una densidad de población de 587,96 hab/km². El 16,34% eran menores de 16 años, el 76,12% tenían entre 16 y 74, y el 7,54% eran mayores de 74. La media de edad era de 41,67 años. Del total de habitantes con 16 o más años, el 22,86% estaban solteros, el 64,01% casados, y el 13,13% divorciados o viudos.
El 98,62% de los habitantes eran originarios del Reino Unido. El resto de países europeos englobaban al 0,68% de la población, mientras que el 0,7% había nacido en cualquier otro lugar. Según su grupo étnico, el 98,74% eran blancos, el 0,6% mestizos, el 0,32% asiáticos, el 0,12% negros, el 0,12% chinos, y el 0,07% de cualquier otro. El cristianismo era profesado por el 82,51%, el budismo por el 0,13%, el judaísmo por el 0,08%, el islam por el 0,15%, el sijismo por el 0,08%, y cualquier otra religión, salvo el hinduismo, por el 0,17%. El 10,49% no eran religiosos y el 6,39% no marcaron ninguna opción en el censo.
Había 2361 hogares con residentes, 60 vacíos, y 10 eran alojamientos vacacionales o segundas residencias.